# Окница (Окницкий район)
О́кница (рум. Ocnița) — село в Окницком районе Молдавии. Является административным центром коммуны Окница, включающей также село Маёвка.

## География
Село расположено на высоте 236 метров над уровнем моря.

## Население
По данным переписи населения 2004 года, в селе Окница проживает 3116 человек (1533 мужчины, 1583 женщины).
Этнический состав села:
| Национальность | Число жителей | Процентный состав |
| -------------- | ------------- | ----------------- |
| молдаване      | 3061          | 98,23             |
| украинцы       | 31            | 0,99              |
| русские        | 12            | 0,39              |
| румыны         | 2             | 0,06              |
| поляки         | 1             | 0,03              |
| гагаузы        | 1             | 0,03              |
| болгары        | 1             | 0,03              |
| прочие         | 7             | 0,22              |
| Всего          | 3116          | 100 %             |